# 岩本実希
岩本 実希（いわもと みき、1986年12月30日 - ）は、日本の熊本県を拠点に活動するローカルタレント。北海道生まれ、熊本県上益城郡益城町出身。

## 略歴
北海道生まれで、10歳頃から親の実家のある熊本県益城町で育つ。
水泳インストラクターを経て、2012年よりRKKラジオの専属ラジオカーリポーター「ミミーキャスター」に転じ、38期生として同年4月2日から2016年9月末迄活動。
任期中の2016年4月には熊本地震で被災し、震源に近い益城町在住だったこともあり、車中泊中に現地からリポートを行った。
2016年秋からはローカルタレントとして活動している。

## 人物・エピソード
- 2018年に結婚、2024年に第1子を出産。
- 身長172cm（先述、公称）と歴代の「ミミーキャスター」の中では最も長身の部類[3]。故に「小松士郎のラジオのたまご」のパーソナリティの小松士郎からは新人時代に「ミミーの超大型新人」、「居酒屋英太郎」で永らく共演した黒木よしひろ等からは「ミミーのガリバー」とも呼ばれていた。

## 現在出演番組等

### ラジオ
RKKラジオ
- ラジてん
  - 水曜パーソナリティ（2023年4月 - ）及び、火曜→水曜の「グーグルメ」のリポーター（2019年 - ）を担当。2025年4月以降は週代わり体制に変更。熊本放送アナウンサー・木村和也のアシスタント扱いとなり、出演日の次は原則、６週後となる。
- ラジオやってます（不定期）
  - おもにラジオカー「ミミー」からのリポーターを担当。

### テレビ
RKKテレビ
- からふる（不定期）

## 過去の出演番組等

### ラジオ
RKKラジオ
- 居酒屋英太郎 - 隔週出演の『アルバイト』のひとり（ミミー時代・2014年4月-2016年9月[4]）
- まさやんのラジオ・デスマス（3代目アシスタント、2017年4月-2020年8月、産休復帰前に番組が終了）
  - 内包番組「安井まさじのきかなきゃイヤ～ン」のアシスタントも務めた（2016年10月-2017年9月）。
- 岩本・大輔ラジオやってます（2021年5月8日）[5]
- 小学生の時間（2022年4月 - 2024年8月《放送日基準、収録基準では同年6月迄》）
  - リポーター・ディレクター兼務。先輩[6]に当たる宮川理佳から引き継ぎ、のちに後輩[7]の川上涼佳に引き継ぐ。